# Список земноводных России

Россия (включая спорную территорию Крыма) на карте Евразии

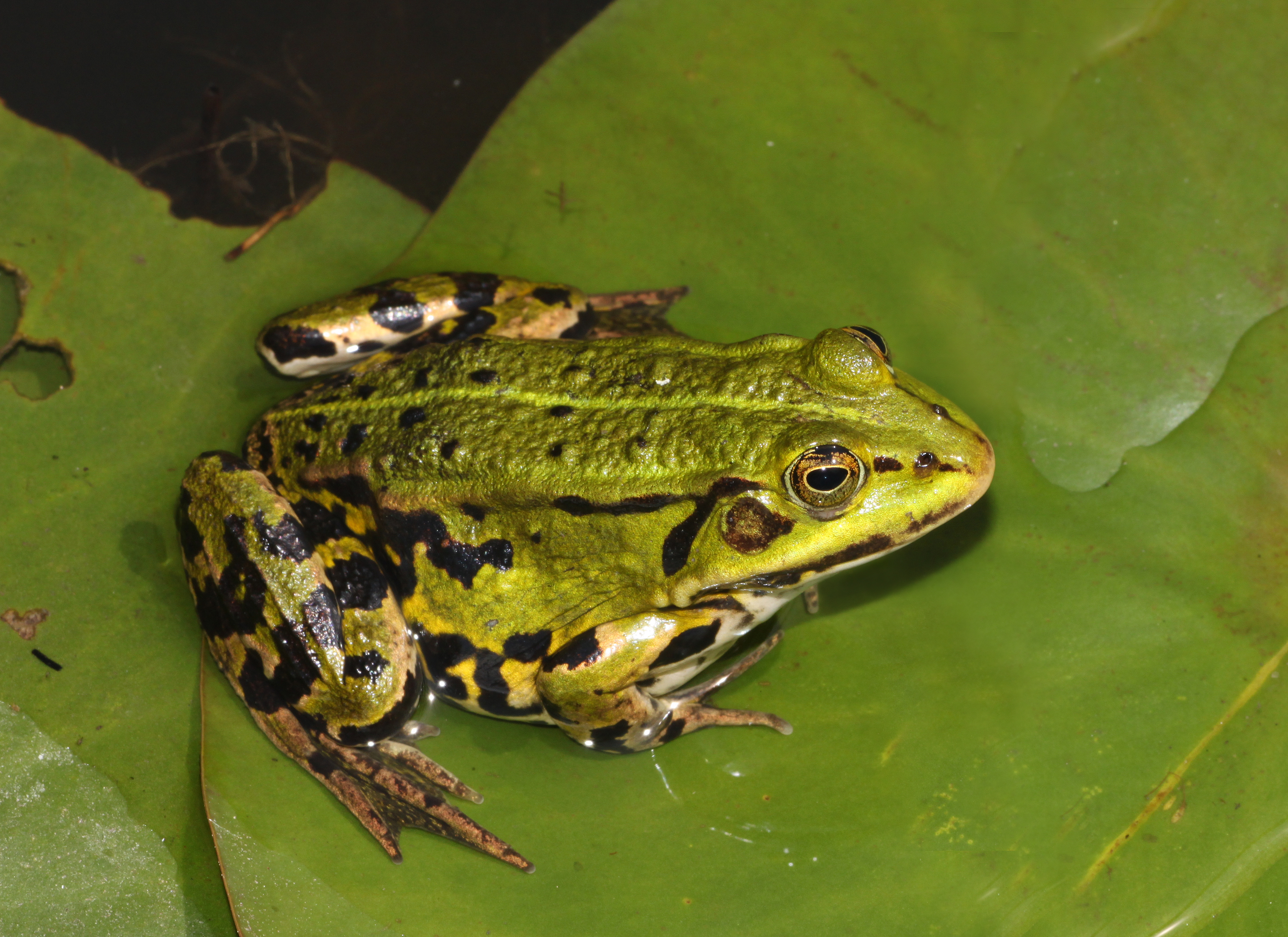
Съедобная лягушка

Список земноводных России включает виды класса земноводных, распространённые на территории России. Земноводные, или амфибии (лат. Amphibia), — класс позвоночных четвероногих животных. Они относятся к наиболее примитивным наземным позвоночным, занимая промежуточное положение между наземными и водными позвоночными животными.

## Видовое разнообразие
Первые попытки составить список земноводных России были предприняты в начале XIX века Петром Симоном Палласом (1814) и Иваном Алексеевичем Двигубским (1828, 1832).
Фауна земноводных России немногочисленна. В настоящее время на территории России отмечено около 30 видов земноводных 8 семейств из двух отрядов.
Разнообразие видового состава земноводных связано, в первую очередь, с температурными характеристиками регионов, влажностью и суммарным количеством осадков. Эти же показатели определяют высотное распределение видов. В арктических тундрах земноводные практически отсутствуют, а в тундре они представлены единичными видами. Далее на юг, от бореальных и широколиственных лесов к степям и пустыням, отмечается увеличение видового состава. На аридных территориях степей и пустынь разнообразие земноводных сокращается до 3—7 видов.

## Список видов
Данный список объединяет таксоны видового и подвидового уровня, которые были зарегистрированы на территории России и приводились для неё исследователями в литературных публикациях. Список состоит из русских названий, биноменов (двухсловных названий, состоящих из сочетания имени рода и имени вида) и указанных с ними имени учёного, впервые описавшего данный таксон, и года, в котором это произошло. В четвёртом столбце таблицы для каждого вида приводятся краткая информация о его распространении. Для некоторых видов приводятся замечания по систематике (подразумевается обитание на территории страны номинативных подвидов, если не указано иное). Отряды и семейства в списке приводятся в систематическом порядке.
Легенда:
 Виды, включённые в Красную книгу России (2021 год)
| Отряд Хвостатые (Caudata)                      |                               |                                                                       | |
| Семейство Настоящие саламандры (Salamandridae) |                               |                                                                       | |
|                                                | Гребенчатый тритон            | Triturus cristatus (Laurenti, 1768)                                   | Северо-западные области России до Урала. В настоящее время у гребенчатого тритона не выделяют подвидов. Некоторые виды, которые в настоящее время классифицируются как самостоятельные — серопятнистый тритон (Triturus carnifex), дунайский тритон (Triturus dobrogicus), тритон Карелина (Triturus karelinii), ранее считались подвидами гребенчатого тритона. |
|                                                | Малоазиатский тритон          | Ommatotriton ophryticus (Berthold, 1846)                              | На территории России распространён номинативный подвид O. o. ophryticus, он встречается на территории Краснодарского и Ставропольского края, Адыгеи, Кабардино-Балкарии и Карачаево-Черкесии. Включён в Красную книгу России. |
|                                                | Обыкновенный тритон           | Lissotriton vulgaris (Linnaeus, 1758)                                 | Наиболее распространённый вид тритонов. Европейская часть России от прибалтийского региона до Северного Кавказа. Обитает преимущественно в воде, главным образом в период размножения — в неглубоких водоёмах со стоячей или слабопроточной водой (прудах, лужах, канавах). Встречается в парках, долинах рек. |
|                                                | Тритон Карелина               | Triturus karelinii (Strauch, 1870)                                    | На Черноморском побережье России и в горно-лесной части территории Крымского полуострова, от Севастополя до Алушты, на север — примерно до Симферополя. Предпочитают временные и постоянные стоячие или слабопроточные водоёмы. Ранее таксон рассматривался как подвид гребенчатого тритона — Triturus cristatus karelinii. Включён в Красную книгу России. |
|                                                | Тритон Ланца                  | Lissotriton lantzi (Wolterstorff, 1914)                               | Эндемик Кавказа, в России встречающийся в Краснодарском и Ставропольком краях, Дагестане, Карачаево-Черкессии, Чечне, Ингушетии, Северной Осетии и Адыгее. |
| Семейство Углозубы (Hynobiidae)                |                               |                                                                       | |
|                                                | Приморский углозуб            | Salamandrella tridactyla (Salamandrella schrenckii) (Nikolskii, 1905) | Дальний Восток: Приморский край, Еврейская АО, юг Хабаровского края. Обитает в широколиственных и смешанных лесах, также на разнотравных лугах. |
|                                                | Сибирский углозуб             | Salamandrella keyserlingii Dybowski, 1870                             | Единственный вид земноводных, хорошо приспособленный к жизни в зоне вечной мерзлоты. Встречается на Камчатке, Чукотке, Сахалине, Курильских островах, в Японии, Северо—Восточном Китае и Корее, Сибири, Урале. Известен в республиках Коми и Марий Эл, Архангельской, Нижегородской, Пермской, Кировской областях Европейской части России. |
|                                                | Уссурийский когтистый тритон  | Onychodactylus fischeri (Boulenger, 1886)                             | Населяет холодные (не теплее 10°—12 °C) горные ручьи, текущие среди леса. Хвойные и смешанные кедрово-широколиственные леса на юге Дальнего Востока России, в Корее и на востоке Китая. Включён в Красную книгу России. |
| Отряд Бесхвостые (Anura)                       |                               |                                                                       | |
| Семейство Дискоязычные (Discoglossidae)        |                               |                                                                       | |
|                                                | Дальневосточная жерлянка      | Bombina orientalis (Boulenger, 1890)                                  | Обитает на юге Дальнего Востока России и в сопредельных государствах, населяет кедрово-широколиственные леса. Встречается от 50° северной широты на севере до 130° восточной долготы на западе. |
|                                                | Краснобрюхая жерлянка         | Bombina bombina (Linnaeus, 1761)                                      | Средняя полоса европейской части России до Урала и до Нижнего Поволжья. Распространён в лесной, степной и лесостепной зонах. Заселяет мелкие (глубиной менее 50—70 см) стоячие пруды, озёра, болота с развитой прибрежной растительностью, илистым или глинистым дном. Избегает водоёмы с песчаными берегами и участки с быстрым течением |
| Семейство Чесночницы (Pelobatidae)             |                               |                                                                       | |
|                                                | Обыкновенная чесночница       | Pelobates fuscus (Laurenti, 1768)                                     | В европейской части России на севере достигает примерно до 60° с. ш. Предпочитает смешанные и широколиственные леса, пойменные луга, сады. Ранее к данному виду относили также чесночницу Палласа, обитающую на большей части ареала в России. В настоящее время считается, что обыкновенная чесночница в России обитает лишь на северо-востоке европейской части, в то время как чесночница Палласа занимает остальной ареал. |
|                                                | Сирийская чесночница          | Pelobates syriacus Boettger, 1889                                     | Единственным местом в России, где зарегистрирована сирийская чесночница, является дельта Самура. Низменный вид и живёт главным образом в светлых лесах, кустистых и полупустынных районах, пашнях и дюнах. Также Закавказье, Малая Азия, Ближний Восток, Южная Европа. Включён в Красную книгу России. |
|                                                | Чесночница Палласа            | Pelobates vespertinus (Pallas, 1771)                                  | Долгое время считалась восточной формой или подвидом обыкновенной чесночницы. Распространение вида изучено недостаточно, но считается, что она обитает к юго-востоку от Курской области, доходя до побережья Азовского моря и Северного Кавказа. На юг доходит до Дагестана, где обитает вместе сс сирийской чесночницей. Популяции полуострова Крым также относят к этому виду. |
| Семейство Крестовки (Pelodytidae)              |                               |                                                                       | |
|                                                | Кавказская крестовка          | Pelodytes caucasicus Boulenger, 1896                                  | Эндемичный вид предгорий и горных районов Кавказа и Закавказья. В РФ встречается от окрестностей Новороссийска на западе до государственной границы с Абхазией на востоке. Встречаются по всему лесному поясу от его нижней границы до субальпийских редколесий. Включён в Красную книгу России и в Международный красный список МСОП со статусом , как вид, близкий к уязвимому положению. |
| Семейство Жабы (Bufonidae)                     |                               |                                                                       | |
|                                                | Зелёная жаба                  | Bufotes viridis Laurenti, 1768                                        | Встречается почти повсеместно, на севере доходит только до Вологодской и Кировской областей, а на запад — до Волги и Камы, где проходит зона контакта с близким видом B. sitibundus. Связана со степными биотопами, а в лесной и в лесостепной зоне придерживается открытых участков (вырубки, просеки, поля, луга, пахотные земли). Зелёная жаба характеризуется выраженной синантропностью — вид обычен в различных типах населённых пунктов, начиная с сельской местности и заканчивая крупными городами. |
|                                                | Жаба Певцова                  | Bufotes pewzowi (Bedriaga, 1898)                                      | В России обитает горах юга Республики Алтай на высотах от 500 до 1700 м над уровнем моря. Привязана к степям, лугам, тундрам и редколесьям. Не избегает антропогенных ландшафтов, в том числе городов. Единственный тетраплоидный вид жаб в России. |
|                                                | Жаба Палласа                  | Bufotes sitibundus (Pallas, 1771)                                     | Ранее рассматривалась как восточная форма зелёной жабы, однако в настоящее время считается отдельным видом. В России обитает восточнее Волги и Камы, обладая широкой зоной контакта с B. viridis, проходящей по Калмыкии, Астраханской, Волгоградской, Саратовской и Самарской областей и Республике Татарстан. |
|                                                | Кавказская жаба               | Bufo verrucosissimus (Pallas, 1814)                                   | Эндемик Западного Кавказа: предгорный и горные пояса к югу от лесостепной зоны. Населяет мезофитные буковые леса. Дневными убежищами для жаб являются различные пустоты в почве, гнилые пни, иногда в пещерах. Включён в Красную книгу России и в Международный красный список МСОП со статусом , как вид, близкий к уязвимому положению. |
|                                                | Обыкновенная, или серая, жаба | Bufo bufo (Linnaeus, 1758)                                            | Европейская часть. Обитает преимущественно в лесных ландшафтах (леса хвойные, широколиственные, смешанные, антропогенные насаждения, рощи, парки, садовые участки). С водоёмами связана только в сезон размножения, на протяжении остального периода сезона активности обычно обитают вблизи них, предпочитая влажные биотопы. |
|                                                |                               | Bufo sachalinensis Nikolskii, 1905                                    | Дальний Восток. Обитает преимущественно в лесных ландшафтах (леса хвойные, широколиственные, смешанные, антропогенные насаждения, рощи, парки, садовые участки). С водоёмами связана только в сезон размножения, на протяжении остального периода сезона активности обычно обитают вблизи них, предпочитая влажные биотопы. Ранее рассматривалась как близкий вид дальневосточная жаба Bufo gargarizans. |
|                                                | Камышовая жаба                | Epidalea calamita (Laurenti, 1768)                                    | На территории России известна только в Калининградской области и образ жизни практически не изучен. В Западной Европе населяет в основном лесные и открытые биотопы на лёгких песчаных почвах. Обитает на дюнах, полянах сосновых лесов, в садах, парках, полях, лугах, песчаных карьерах, на полях, огородах, в населённых пунктах — условием их присутствия здесь является наличие соответствующей почвы, неглубоких водоёмов и открытых участков лесной зоны или мест бывших лесных насаждений. Включён в Красную книгу России.                                                                                          |
|                                                | Монгольская жаба              | Strauchbufo raddei Strauch, 1876                                      | Юг Восточной Сибири (озеро Байкал, юг Читинской области, Бурятия) и Дальнего Востока (Амурская область, Хабаровский и Приморский края). Также ареал охватывает Корею, Монголию и Китай на юг до северо-восточного Тибета и реки Хуанхэ с её южными притоками. Занесён в Красную Книгу Бурятии. Лесостепные и степные места, широкие поймы и долины рек и озёр, заливные луга. |
| Семейство Квакши (Hylidae)                     |                               |                                                                       | |
|                                                | Восточная квакша              | Hyla orientalis Bedriaga, 1890                                        | Белгородская область, Северный Кавказ, Крым. Обитает в светлых широколиственных и смешанных лесах, в садах, виноградниках, парках. Ранее российские популяции рассматривались как популяции обыкновенной квакши. |
|                                                | Дальневосточная квакша        | Dryophytes japonicus (Günther, 1859)                                  | В России отмечена на Дальнем Востоке и в Забайкалье, на Сахалине, островах Кунашир и Шикотан. Также распространена в Японии, Корее, восточном Китае, северной Монголии. Обитает в смешанных и широколиственных лесах, лесостепях, зарослях кустарников, на лугах и болотах. |
| Семейство Лягушки (Ranidae)                    |                               |                                                                       | |
|                                                | Дальневосточная лягушка       | Rana dybowskii Günther, 1876                                          | Распространена в Приморском и Хабаровском крае, юго-восточной Якутии (на Сахалине и Курильских островах отсутствует). Также в Китае, Японии, на Корейском полуострове. Населяет кедрово-широколиственные и широколиственные леса, открытые болота, заросли кустарников по берегам озёр. |
|                                                | Малоазиатская лягушка         | Rana macrocnemis Boulenger, 1885                                      | Северный Кавказ и Предкавказье. Распространены от Малой Азии до Кавказа. Найдена на высотах до 2400 м над уровнем моря. Населяет все типы биоценозов в лесном, субальпийском и альпийском поясах. |
|                                                | Озёрная лягушка               | Pelophylax ridibundus (Pallas, 1771)                                  | В Восточной Европе распространена до 60° с. ш., встречается в Крыму, на Кавказе, в Казахстане; южный Урал, юг Западной Сибири. Интродуцирована на Камчатку, где встречается преимущественно в водоемах с подтоком термальных вод. В разнообразных биотопах, обязательно характеризующиеся наличием постоянных пресных водоёмов: берега рек, озёра, пруды, старицы, дренажные канавы, водоёмы-отстойники и т. п. |
|                                                | Остромордая лягушка           | Rana arvalis Nilsson, 1842                                            | Европейская часть, Урал; попадается также в Западной и Средней Сибири, на востоке ареала доходит до Алтая и Якутии. Остромордая лягушка — единственный вид бесхвостых земноводных в тундре. Лесная и лесостепная зоны — леса, сухие боры, редколесья, поляны, опушки лесов, луга, берега болот и рек и т. д. |
|                                                | Прудовая лягушка              | Pelophylax lessonae (Linnaeus, 1758)                                  | Северная граница ареала проходит через северо-запад России (Ленинградская и Новгородская области), Башкортостан и Татарстан. На юге граница частично совпадает с лесной и лесостепной зоной. Обитатель стоячих водоёмов: пруды, озёра, болота, лужи и канавы с обильной травянистой растительностью. Иногда может встречаться во влажных лесах, относительно далеко от водоёмов. |
|                                                | Сибирская лягушка             | Rana amurensis Boulenger, 1886                                        | Встречается в западной и восточной Сибири, Дальнем Востоке России, Корее, северной и центральной Монголии и северо-восточном Китае. Обитает в хвойных, смешанных и лиственных лесах, проникает в тундру и лесостепную зону (влажные луга, болота, заросшие берега озёр, рек, и на открытых площадках в лесу с обильной растительностью и древесным мусором). |
|                                                | Съедобная лягушка             | Pelophylax esculentus (Linnaeus, 1758)                                | Вид является одним из самых распространённых видов лягушек в Европе. Ареал съедобной лягушки в целом совпадает с ареалом прудовой лягушки и простирается от Нордкапа на севере до Средиземноморья на юге. На востоке встречается в Волжско-Камском крае (в Татарстане и Марий Эл), Удмуртии и Самарской области. В выборе мест обитания тяготеет к прудам, старицам рек, мелководным каналам, небольшим озёрам и т. п. Систематический статус P. esculentus продолжает обсуждаться (самостоятельный вид, подвид, гибрид или синоним её ближайших «родственников» — прудовой (R. lessonae и озёрной (R. ridibundus) лягушек. |
|                                                | Травяная лягушка              | Rana temporaria Linnaeus, 1758                                        | Один из самых распространённых видов лягушек в Европе. Её ареал простирается от Британских островов до Урала и Западной Сибири. На севере она встречается вплоть до Скандинавии и Кольского полуострова. Отсутствует на черноморском побережье, в Крыму и на Кавказе. Встречается в лесных и лесостепных участках, населяет равнинные и горные хвойные, смешанные и лиственные леса, луга, поляны, болота, антропогенные ландшафты. С водоёмами связан только в период размножения. |
|                                                | Чернопятнистая лягушка        | Pelophylax nigromaculatus (Hallowell, 1861)                           | Обитает на Дальнем Востоке, северная граница проходит по реке Амур в Хабаровском крае, в Приморском крае населяет равнинную часть бассейна реки Уссури (Российская Федерация). Также на Корейском полуострове, в Японии (кроме Хоккайдо), Китае (кроме северо-запада, Тибета и самого юга страны). Включена в Международный красный список МСОП со статусом , как вид, близкий к уязвимому положению. |
|                                                | Хоккайдская лягушка           | Rana pirica Matsui, 1991                                              | Встречается в России (на Сахалине и южных Курилах), а также в Японии (на острове Хоккайдо и прилегающих к нему небольших островах). Обитают от побережья до высоты 2000 м над уровнем моря в широколиственных, хвойных и смешанных лесах, на лугах, болотах, озёрах, в поймах рек и у горячих источников. Для размножения выбирают стоячие и медленно текучие воды. |

## Комментарии
1. ↑  Бо́льшая часть Крымского полуострова  является объектом территориальных разногласий между Россией, контролирующей спорную территорию, и Украиной, в пределах признанных большинством государств — членов ООН границ которой спорная территория находится. Согласно федеративному устройству России, на спорной территории Крыма располагаются субъекты Российской Федерации — Республика Крым и город федерального значения Севастополь. Согласно административному делению Украины, на спорной территории Крыма располагаются регионы Украины — Автономная Республика Крым и город со специальным статусом Севастополь.